# Episodi di Beat
La prima stagione della serie televisiva Beat, composta da 7 episodi, è stata interamente pubblicata da Amazon Video il 9 novembre 2018, in tutti i territori in cui il servizio è disponibile.
| nº | Titolo originale | Titolo italiano | Pubblicazione Germania | Pubblicazione Italia |
| -- | ---------------- | --------------- | ---------------------- | -------------------- |
| 1  | BEAT             | BEAT            | 9 novembre 2018        | 9 novembre 2018      |
| 2  | POP              | PAPI            | 9 novembre 2018        | 9 novembre 2018      |
| 3  | BPM              | BPM             | 9 novembre 2018        | 9 novembre 2018      |
| 4  | LOOP             | LOOP            | 9 novembre 2018        | 9 novembre 2018      |
| 5  | BACKSPIN         | BACKSPIN        | 9 novembre 2018        | 9 novembre 2018      |
| 6  | DROP             | CROLLO          | 9 novembre 2018        | 9 novembre 2018      |
| 7  | CODA             | CODA            | 9 novembre 2018        | 9 novembre 2018      |